# Die große Schuld (1953)
Die große Schuld ist ein 1953 entstandenes, österreichisch-deutsches Filmdrama aus dem alpinen Bergmilieu von Alfred Lehner mit Renate Mannhardt sowie Kurt Heintel und Karl Fischer als grundverschiedene Brüder in den Hauptrollen. Der Geschichte liegt ein Bühnenstück von Josef Fischer zugrunde.

## Handlung
Der alte Bauer Groß hat zwei Söhne, Markus und Thomas, und besonders einer bereitet ihm große Sorgen: Markus ist in den Bergen ständig am Wildern und rennt in seiner freien Zeit jedem Rock hinterher. Außerdem hasst er seinen älteren Bruder Thomas, weil dieser, ganz nach alter Bauerntradition, eines Tages vom Vater den Hof erben wird. Eines Nachts kommt es zur Tragödie: Beim Wildern ertappt, schießt Markus einen Förster, den Revierjäger, nieder. Dem nichts ahnenden, gutherzigen Thomas drückt Markus nach der Tat das Gewehr in die Hand, sodass der Verdacht sofort auf den älteren Bruder fällt. Um sich zusätzlich abzusichern, überredet Markus seine Geliebte, die Großmagd auf dem Hof, ihm ein falsches Alibi zu geben. 
Thomas schweigt in seiner Großmut über die wahren Hintergründe und nimmt die Schuld am Verbrechen auf sich. Dafür wird er zu 22 Jahren Zuchthaus verurteilt. Als Thomas nach seiner Entlassung ins Dorf heimkehrt, muss er zu seinem Unglück feststellen, dass seine große Liebe nicht auf ihn warten wollte und in der Zwischenzeit geheiratet hat. Daraufhin verlässt er Haus und Hof und zieht in die nächste Stadt. Bald darauf ereilt Markus die irdische Gerechtigkeit, als er erneut zu wildern beginnt: Er stürzt von einer Felswand in die Tiefe und wird schwer verletzt. Thomas eilt zu Markus, da dieser im Sterben liegt und ihm gegenüber daraufhin eine Beichte ablegt: Er habe einst eine große Schuld auf sich geladen, als er Thomas seine Strafe absitzen ließ. Der ältere Bruder verzeiht dem jüngeren, lässt sich aber nicht dazu erweichen, auf den Hof zurückzukehren und selbigen nun endlich zu bewirtschaften.

## Produktionsnotizen
Die große Schuld entstand im Sommer 1953 in einer zum Atelier umgebauten Halle in Rottau und im Listo-Atelier sowie mit Außenaufnahmen in Rottau und im Chiemgau. Die Uraufführung erfolgte am 16. Oktober 1953 in Bamberg und anderen deutschen Städten. Österreich-Premiere war am 21. Mai 1954 in Wien.
Jürgen von Alten übernahm die künstlerische Gesamtleitung, Regisseur und Produzent Alfred Lehner auch die Produktionsleitung. Nino Borghi gestaltete die Filmbauten.
Es singen die Sängerknaben vom Wienerwald, es spielten die Wiener Symphoniker.

## Kritik
Im Lexikon des Internationalen Films heißt es kurz: „Erbauliche Unterhaltung für Gutgläubige.“